# Бращайко, Михаил Михайлович
Михаил (Михайло) Михайлович Бращайко (русин. Михайло Михайлович Бращайко, 14 октября 1883, Балажер, Венгрия — 5 января 1969, Ужгород) — украинский адвокат, политический деятель Закарпатья и председатель конституционно-правовой комиссии Сейма Карпатской Украины, брат Юлия Бращайко

## Биография

### Обучение и профессиональная деятельность
Михаил Бращайко закончил общую школу в селе Нанково и в Хусте. Учился в Ужгородской и Мараморош-Сигетской гимназиях. Юридическое образование получил на факультетах Клаузенбургского и Венского университета. Во время учёбы в Вене Михаил познакомился с ведущими русинскими и западноукраинскими общественными деятелями, депутатами австро-венгерского парламента Кириллом Трилёвским, Теофилом Окуневским, Николаем фон Василько.
В марте 1910 года Бращайко получил степень доктора права. В октябре 1913 года открыл собственную адвокатскую канцелярию в Рахове. В конце года был мобилизован в австро-венгерскую армию, в которой прослужил до 1918 года.

### Политическая деятельность
18 декабря 1918 года выступал на съезде Мараморощины в Сигете, где был избран в Сигетскую народную раду.
В 1919 году Бращайко был одним из инициаторов проведения Всенародного конгресса венгерских русинов, в 1918—1919 годах являлся делегатом от Закарпатья в правительстве ЗУНР. Был председателем Всенародного собрания венгро-русинского народа в Хусте, на котором 21 января 1919 года было принято решение о присоединении Закарпатья с УНР.

### При чехословацкой власти
При чехословацкой власти в Закарпатье в апреле 1921 Бращайко стал членом чехословацко-румынской демилитаризационной комиссии по урегулированию вопросов границ. 22 марта 1922 участвовал в межпартийном совещании по обсуждению «Плана программы правительства Чехословацкой республики относительно проблемы Подкарпатской Руси». В 1923 Михаил переехал в Ужгород, где открыл адвокатскую канцелярию, деятельность в которой вёл до октября 1938 года.
Проводил активную общественно-политическую и культурно-образовательную деятельность:
- один из основателей Русинской хлеборобской (крестьянской) партии и её секретарь, а впоследствии и глава
- с 1920 по 1924 год главный редактор партийного газеты Русинская Нива (Руська Нива), в котором он публиковал многочисленные публицистические статьи
- с 1924 по 1938 год заместитель председателя Христианско-народной партии
- с 1938 по 1939 год член партии Украинское национальное объединение
- член Украинского юридического общества в Ч. С.Р. (Прага) и Союза украинских адвокатов во Львове

В 1932—1938 годах являлся издателем и редактором общественно-политического двухнедельника национально-демократического направления Украинское слово. Также был в этот период директором Русинского театра и членом общества Просвита в Ужгороде. Входил в правление Просвиты, помогал обществу собственными средствами, что спасло от продажи его имущества в декабре 1934 года.

### Карпатская Украина
В октябре 1938 года Михаил Бращайко вместе с правительством Августина Волошина переехал в Хуст, где работал секретарём. Он был избран депутатом в первый Сейм Карпатской Украины, в котором стал председателем конституционно-правовой комиссии.
Бращайко стал автором проекта закона о названии, языке, флаге, гербе и гимне Карпатской Украины, который сейм принял единогласно 15 марта 1939 года. В тот же день он зачитал манифест, который провозгласил независимость Карпатской Украины.
После венгерской оккупации Карпатской Украины Михаил подвергся преследованиям и несколько месяцев провёл в тюрьме. С 1940 года работал при сиротской секции в оккупационном правительстве, которая входила в состав окружной администрации в разных городах Закарпатья.

### При советской власти
В 1945 советская власть назначила Михаила Бращайко руководителем группы в отделе уполномоченной Народной Рады Закарпатской Украины (НРЗУ) по делам юстиции в Ужгороде. Входил в первый состав Организационного бюро народной адвокатуры Закарпатской Украины, которое занималось процедурой приёма в число адвокатов. До 1948 года он работал юридическим консультантом.
Жил на случайные заработки, в частности, переводил с украинского и русского на венгерский язык и с венгерского на украинский.
Умер 5 января 1969 года. Похоронен в Ужгороде.

## Работы
- Чесько-руські взаємини (Чешско-русинские отношения) (1923)
- Мадярсько-руський словарь (Венгро-русинский словарь) (1928, соавтор)
- Тарас Шевченко (1931)